# Büşra Kuru
Büşra Kuru (* 24. Oktober 2001 in Weinheim) ist eine deutschtürkische Fußballspielerin und türkische A-Nationalspielerin.

## Karriere

### Vereine
Im baden-württembergischen Weinheim als Kind türkischer Eltern geboren, begann Kuru mit vier Jahren für den im Stadtteil Lützelsachsen ansässigen Mehrspartensportverein TSG 91/09 Lützelsachsen Fußball zu spielen – gemeinsam mit Jungen. Im weiteren Verlauf spielte sie dann für die Mädchenabteilung der Sportgemeinschaft Hohensachsen.
Noch keine 15 Jahre alt, spielte sie in der Saison 2016/17 für die B-Jugendmannschaft der TSG 1899 Hoffenheim in der Staffel Süd/Südwest der B-Juniorinnen-Bundesliga. Nach einer Saison wechselte sie in die B-Jugend des FC Speyer 09, für die sie mit 17 Punktspielen in der B-Juniorinnen-Bundesliga vier Spiele mehr bestritt als zuvor in Hoffenheim und auch zu vier Toren kam. Nach nur einer Saison rückte sie in die erste Mannschaft auf, die in der drittklassigen Regionalliga Südwest vertreten war und sportlich die Spielklasse halten konnte, sich jedoch am Saisonende in Ermangelung an Personal aus dem Spielbetrieb zurückzog. Anschließend war sie Vertragsspielerin des 1. FFC 08 Niederkirchen, für den sie 2019/20 zunächst in der Regionalliga Südwest spielte und mit der Mannschaft als Meister aus dieser Spielklasse hervorging. In der 2. Bundesliga Süd bestritt sie elf Punktspiele, in denen ihr ein Tor gelang. In einem Teilnehmerfeld von neun Mannschaften kehrte sie als Letztplatzierter in die Regionalliga Südwest zurück.
Zur Saison 2022/23 wurde sie vom SC Sand verpflichtet, für den sie in der 2. Bundesliga in allen 26 Saisonspielen eingesetzt wurde.

### Nationalmannschaft
Kuru debütierte als Nationalspielerin am 25. Januar 2017 für die U17-Nationalmannschaft des TFF, die das in Freundschaft ausgetragene Länderspiel in Antalya gegen die U17-Nationalmannschaft Russlands mit 0:2 verlor. Ihr erstes Länderspieltor erzielte sie am 1. Juli 2017 – im Rahmen eines UEFA-Entwicklungsturniers – beim 7:0-Sieg über die U17-Nationalmannschaft Lettlands mit dem Tor zum 2:0 in der 48. Minute.
Für die U19-Nationalmannschaft kam sie am 28. August 2018 in Biała Podlaska bei der 0:4-Niederlage im Freundschaftsspiel gegen die U19-Nationalmannschaft Polens erstmals zum Einsatz. Nach 36 Länderspielen war es Zeit in die A-Nationalmannschaft aufzurücken. Nach nicht einmal einem Jahr debütierte sie für diese, die im sechsten Spiel der EM-Qualifikationsgruppe A der A-Nationalmannschaft Sloweniens am 18. September 2020 in Kranj mit 1:3 unterlegen war. Ihr erstes Tor für die A-Nationalmannschaft erzielte sie am 15. Juli 2021 in Tirana beim 4:1-Sieg über die A-Nationalmannschaft Albaniens mit dem Treffer zum Endstand in der 87. Minute.